# ابيل كينيريس
ابيل كينيريس (بالهنغارية:Ábel Kenyeres) (مواليد 14 شباط 1994) هو راكب دراجات هنغاري. ركب في بطولة العالم لسباق الدراجات على الطريق 2013.